# Gran Premio motociclistico d'Italia 2023
Il Gran Premio motociclistico d'Italia 2023 è stato la sesta prova del motomondiale del 2023. Le vittorie nelle quattro classi sono andate a: Francesco Bagnaia in entrambe la gare della MotoGP, Pedro Acosta in Moto2, Daniel Holgado in Moto3, Andrea Mantovani e Eric Granado nelle due gare della MotoE.

## MotoGP

### Sprint

#### Arrivati al traguardo
| Pos. | Nº | Pilota                | Squadra                     | Motocicletta       | Giri | Tempo     | Griglia | Punti |
| ---- | -- | --------------------- | --------------------------- | ------------------ | ---- | --------- | ------- | ----- |
| 1º   | 1  | Francesco Bagnaia     | Ducati Lenovo               | Ducati Desmosedici | 11   | 19'41.183 | 1º      | 12    |
| 2º   | 72 | Marco Bezzecchi       | Mooney VR46 Racing          | Ducati Desmosedici | 11   | +0.369    | 7º      | 9     |
| 3º   | 89 | Jorge Martín          | Prima Pramac Racing         | Ducati Desmosedici | 11   | +0.952    | 6º      | 7     |
| 4º   | 5  | Johann Zarco          | Prima Pramac Racing         | Ducati Desmosedici | 11   | +1.009    | 9º      | 6     |
| 5º   | 10 | Luca Marini           | Mooney VR46 Racing          | Ducati Desmosedici | 11   | +3.668    | 4º      | 5     |
| 6º   | 43 | Jack Miller           | Red Bull KTM Factory Racing | KTM RC16           | 11   | +3.772    | 5º      | 4     |
| 7º   | 93 | Marc Márquez          | Repsol Honda                | Honda RC213V       | 11   | +3.905    | 2º      | 3     |
| 8º   | 41 | Aleix Espargaró       | Aprilia Racing              | Aprilia RS-GP      | 11   | +6.062    | 8º      | 2     |
| 9º   | 23 | Enea Bastianini       | Ducati Lenovo               | Ducati Desmosedici | 11   | +6.431    | 12º     | 1     |
| 10º  | 20 | Fabio Quartararo      | Monster Energy Yamaha       | Yamaha YZR-M1      | 11   | +6.458    | 15º     |       |
| 11º  | 33 | Brad Binder           | Red Bull KTM Factory Racing | KTM RC16           | 11   | +6.672    | 11º     |       |
| 12º  | 88 | Miguel Oliveira       | CryptoData RNF              | Aprilia RS-GP      | 11   | +7.930    | 18º     |       |
| 13º  | 12 | Maverick Viñales      | Aprilia Racing              | Aprilia RS-GP      | 11   | +9.022    | 13º     |       |
| 14º  | 49 | Fabio Di Giannantonio | Gresini Racing              | Ducati Desmosedici | 11   | +11.508   | 19º     |       |
| 15º  | 51 | Michele Pirro         | Aruba.it Racing             | Ducati Desmosedici | 11   | +14.344   | 17º     |       |
| 16º  | 21 | Franco Morbidelli     | Monster Energy Yamaha       | Yamaha YZR-M1      | 11   | +16.666   | 14º     |       |
| 17º  | 30 | Takaaki Nakagami      | LCR Honda Idemitsu          | Honda RC213V       | 11   | +16.725   | 16º     |       |
| 18º  | 32 | Lorenzo Savadori      | Aprilia Racing              | Aprilia RS-GP      | 11   | +17.247   | 22º     |       |
| 19º  | 25 | Raúl Fernández        | CryptoData RNF              | Aprilia RS-GP      | 11   | +21.596   | 20º     |       |
| 20º  | 37 | Augusto Fernández     | GasGas Factory Racing Tech3 | KTM RC16           | 11   | +35.212   | 21º     |       |
| 21º  | 94 | Jonas Folger          | GasGas Factory Racing Tech3 | KTM RC16           | 11   | +46.189   | 23º     |       |

#### Ritirati
| Nº | Pilota       | Squadra           | Motocicletta       | Giri | Griglia |
| -- | ------------ | ----------------- | ------------------ | ---- | ------- |
| 42 | Álex Rins    | LCR Honda Castrol | Honda RC213V       | 3    | 10º     |
| 73 | Álex Márquez | Gresini Racing    | Ducati Desmosedici | 0    | 3º      |

### Gara
Per la prima volta nel motomondiale, Ducati inanella un poker piazzando 4 moto ai primi quattro posti della classifica: si è imposto Francesco Bagnaia del team ufficiale Ducati Corse, davanti a Jorge Martín e a Johann Zarco, entrambi del team satellite Pramac Racing, e a Luca Marini del team clienti VR46 Racing.

#### Arrivati al traguardo
| Pos. | Nº | Pilota                | Squadra                     | Motocicletta       | Giri | Tempo     | Griglia | Punti |
| ---- | -- | --------------------- | --------------------------- | ------------------ | ---- | --------- | ------- | ----- |
| 1º   | 1  | Francesco Bagnaia     | Ducati Lenovo               | Ducati Desmosedici | 23   | 41'16.863 | 1º      | 25    |
| 2º   | 89 | Jorge Martín          | Prima Pramac Racing         | Ducati Desmosedici | 23   | +1.067    | 5º      | 20    |
| 3º   | 5  | Johann Zarco          | Prima Pramac Racing         | Ducati Desmosedici | 23   | +1.977    | 9º      | 16    |
| 4º   | 10 | Luca Marini           | Mooney VR46 Racing          | Ducati Desmosedici | 23   | +4.625    | 3º      | 13    |
| 5º   | 33 | Brad Binder           | Red Bull KTM Factory Racing | KTM RC16           | 23   | +8.925    | 10º     | 11    |
| 6º   | 41 | Aleix Espargaró       | Aprilia Racing              | Aprilia RS-GP      | 23   | +10.908   | 8º      | 10    |
| 7º   | 43 | Jack Miller           | Red Bull KTM Factory Racing | KTM RC16           | 23   | +10.999   | 4º      | 9     |
| 8º   | 72 | Marco Bezzecchi       | Mooney VR46 Racing          | Ducati Desmosedici | 23   | +12.654   | 7º      | 8     |
| 9º   | 23 | Enea Bastianini       | Ducati Lenovo               | Ducati Desmosedici | 23   | +17.102   | 11º     | 7     |
| 10º  | 21 | Franco Morbidelli     | Monster Energy Yamaha       | Yamaha YZR-M1      | 23   | +17.610   | 13º     | 6     |
| 11º  | 20 | Fabio Quartararo      | Monster Energy Yamaha       | Yamaha YZR-M1      | 23   | +17.861   | 14º     | 5     |
| 12º  | 12 | Maverick Viñales      | Aprilia Racing              | Aprilia RS-GP      | 23   | +19.110   | 12º     | 4     |
| 13º  | 30 | Takaaki Nakagami      | LCR Honda Idemitsu          | Honda RC213V       | 23   | +21.947   | 15º     | 3     |
| 14º  | 49 | Fabio Di Giannantonio | Gresini Racing              | Ducati Desmosedici | 23   | +25.906   | 18º     | 2     |
| 15º  | 37 | Augusto Fernández     | GasGas Factory Racing Tech3 | KTM RC16           | 23   | +26.500   | 20º     | 1     |
| 16º  | 51 | Michele Pirro         | Aruba.it Racing             | Ducati Desmosedici | 23   | +30.150   | 16º     |       |
| 17º  | 25 | Raúl Fernández        | CryptoData RNF              | Aprilia RS-GP      | 23   | +38.001   | 19º     |       |
| 18º  | 32 | Lorenzo Savadori      | Aprilia Racing              | Aprilia RS-GP      | 23   | +38.662   | 21º     |       |
| 19º  | 94 | Jonas Folger          | GasGas Factory Racing Tech3 | KTM RC16           | 23   | +1'18.912 | 22º     |       |

#### Ritirati
| Nº | Pilota          | Squadra        | Motocicletta       | Giri | Griglia |
| -- | --------------- | -------------- | ------------------ | ---- | ------- |
| 73 | Álex Márquez    | Gresini Racing | Ducati Desmosedici | 14   | 6º      |
| 88 | Miguel Oliveira | CryptoData RNF | Aprilia RS-GP      | 10   | 17º     |
| 93 | Marc Márquez    | Repsol Honda   | Honda RC213V       | 5    | 2º      |

## Moto2

### Arrivati al traguardo
| Pos. | Nº | Pilota              | Squadra                     | Motocicletta | Giri | Tempo     | Griglia | Punti |
| ---- | -- | ------------------- | --------------------------- | ------------ | ---- | --------- | ------- | ----- |
| 1º   | 37 | Pedro Acosta        | Red Bull KTM Ajo            | Kalex        | 19   | 35'38.328 | 2º      | 25    |
| 2º   | 14 | Tony Arbolino       | Elf Marc VDS Racing         | Kalex        | 19   | +6.194    | 10º     | 20    |
| 3º   | 96 | Jake Dixon          | Autosolar GasGas Aspar      | Kalex        | 19   | +8.582    | 6º      | 16    |
| 4º   | 40 | Arón Canet          | Pons Wegow Los40            | Kalex        | 19   | +8.847    | 1º      | 13    |
| 5º   | 13 | Celestino Vietti    | Fantic Racing               | Kalex        | 19   | +9.534    | 7º      | 11    |
| 6º   | 21 | Alonso López        | MB Conveyors SpeedUp        | Boscoscuro   | 19   | +10.852   | 9º      | 10    |
| 7º   | 12 | Filip Salač         | QJMotor Gresini             | Kalex        | 19   | +13.994   | 5º      | 9     |
| 8º   | 18 | Manuel González     | Correos Prepago Yamaha VR46 | Kalex        | 19   | +16.171   | 11º     | 8     |
| 9º   | 35 | Somkiat Chantra     | Idemitsu Honda Team Asia    | Kalex        | 19   | +18.008   | 17º     | 7     |
| 10º  | 11 | Sergio García       | Pons Wegow Los40            | Kalex        | 19   | +18.021   | 16º     | 6     |
| 11º  | 34 | Mattia Pasini       | Fieten Olie Racing GP       | Kalex        | 19   | +20.365   | 18º     | 5     |
| 12º  | 16 | Joe Roberts         | Italtrans Racing            | Kalex        | 19   | +22.895   | 4º      | 4     |
| 13º  | 71 | Dennis Foggia       | Italtrans Racing            | Kalex        | 19   | +23.143   | 21º     | 3     |
| 14º  | 64 | Bo Bendsneyder      | Pertamina Mandalika SAG     | Kalex        | 19   | +23.851   | 20º     | 2     |
| 15º  | 79 | Ai Ogura            | Idemitsu Honda Team Asia    | Kalex        | 19   | +24.307   | 14º     | 1     |
| 16º  | 7  | Barry Baltus        | Fieten Olie Racing GP       | Kalex        | 19   | +25.046   | 19º     |       |
| 17º  | 72 | Borja Gómez         | Fantic Racing               | Kalex        | 19   | +28.601   | 25º     |       |
| 18º  | 28 | Izan Guevara        | Autosolar GasGas Aspar      | Kalex        | 19   | +29.642   | 24º     |       |
| 19º  | 4  | Sean Dylan Kelly    | OnlyFans American Racing    | Kalex        | 19   | +48.482   | 23º     |       |
| 20º  | 19 | Lorenzo Dalla Porta | Forward Team                | Forward      | 19   | +48.708   | 29º     |       |
| 21º  | 23 | Taiga Hada          | Pertamina Mandalika SAG     | Kalex        | 19   | +59.397   | 28º     |       |
| 22º  | 27 | Kasma Daniel        | Correos Prepago Yamaha VR46 | Kalex        | 19   | +1'31.843 | 30º     |       |
| 23º  | 75 | Albert Arenas       | Red Bull KTM Ajo            | Kalex        | 17   | +2 giri   | 15º     |       |

### Ritirati
| Nº | Pilota                  | Squadra                        | Motocicletta | Giri | Griglia |
| -- | ----------------------- | ------------------------------ | ------------ | ---- | ------- |
| 84 | Zonta van den Goorbergh | Fieten Olie Racing GP          | Kalex        | 9    | 22º     |
| 3  | Lukas Tulovic           | Liqui Moly Husqvarna Intact GP | Kalex        | 7    | 26º     |
| 22 | Sam Lowes               | Elf Marc VDS Racing            | Kalex        | 0    | 3º      |
| 54 | Fermín Aldeguer         | MB Conveyors SpeedUp           | Boscoscuro   | 0    | 8º      |
| 52 | Jeremy Alcoba           | QJMotor Gresini                | Kalex        | 0    | 12º     |
| 15 | Darryn Binder           | Liqui Moly Husqvarna Intact GP | Kalex        | 0    | 13º     |
| 24 | Marcos Ramírez          | Forward Team                   | Forward      | 0    | 27º     |

## Moto3

### Arrivati al traguardo
| Pos. | Nº | Pilota             | Squadra                        | Motocicletta  | Giri | Tempo     | Griglia | Punti |
| ---- | -- | ------------------ | ------------------------------ | ------------- | ---- | --------- | ------- | ----- |
| 1º   | 96 | Daniel Holgado     | Red Bull KTM Tech3             | KTM RC 250 GP | 17   | 33'27.315 | 3º      | 25    |
| 2º   | 53 | Deniz Öncü         | Red Bull KTM Ajo               | KTM RC 250 GP | 17   | +0.051    | 1º      | 20    |
| 3º   | 71 | Ayumu Sasaki       | Liqui Moly Husqvarna Intact GP | Husqvarna     | 17   | +0.056    | 2º      | 16    |
| 4º   | 80 | David Alonso       | Valresa GasGas Aspar           | Gas Gas       | 17   | +0.172    | 10º     | 13    |
| 5º   | 5  | Jaume Masiá        | Leopard Racing                 | Honda NSF250R | 17   | +0.487    | 6º      | 11    |
| 6º   | 95 | Collin Veijer      | Liqui Moly Husqvarna Intact GP | Husqvarna     | 17   | +13.321   | 16º     | 10    |
| 7º   | 10 | Diogo Moreira      | MT Helmets - MSI               | KTM RC 250 GP | 17   | +13.332   | 22º     | 9     |
| 8º   | 54 | Riccardo Rossi     | SIC58 Squadra Corse            | Honda NSF250R | 17   | +13.360   | 5º      | 8     |
| 9º   | 82 | Stefano Nepa       | Angeluss MTA                   | KTM RC 250 GP | 17   | +13.429   | 23º     | 7     |
| 10º  | 27 | Kaito Toba         | SIC58 Squadra Corse            | Honda NSF250R | 17   | +13.460   | 12º     | 6     |
| 11º  | 48 | Iván Ortolá        | Angeluss MTA                   | KTM RC 250 GP | 17   | +14.146   | 25º     | 5     |
| 12º  | 18 | Matteo Bertelle    | Rivacold Snipers               | Honda NSF250R | 17   | +14.243   | 4º      | 4     |
| 13º  | 19 | Scott Ogden        | VisionTrack Racing             | Honda NSF250R | 17   | +15.023   | 9º      | 3     |
| 14º  | 99 | José Antonio Rueda | Red Bull KTM Ajo               | KTM RC 250 GP | 17   | +15.701   | 13º     | 2     |
| 15º  | 6  | Ryusei Yamanaka    | Valresa GasGas Aspar           | Gas Gas       | 17   | +15.744   | 14º     | 1     |
| 16º  | 16 | Andrea Migno       | CIP Green Power                | KTM RC 250 GP | 17   | +20.945   | 7º      |       |
| 17º  | 55 | Romano Fenati      | Rivacold Snipers               | Honda NSF250R | 17   | +23.062   | 15º     |       |
| 18º  | 38 | David Salvador     | CIP Green Power                | KTM RC 250 GP | 17   | +38.743   | 27º     |       |
| 19º  | 58 | Luca Lunetta       | MT Helmets - MSI               | KTM RC 250 GP | 17   | +38.783   | 28º     |       |
| 20º  | 64 | Mario Aji          | Honda Team Asia                | Honda NSF250R | 17   | +38.981   | 18º     |       |
| 21º  | 70 | Joshua Whatley     | VisionTrack Racing             | Honda NSF250R | 17   | +39.002   | 19º     |       |
| 22º  | 22 | Ana Carrasco       | Boé Motorsports                | KTM RC 250 GP | 17   | +40.085   | 20º     |       |

### Ritirati
| Nº | Pilota          | Squadra                 | Motocicletta  | Giri | Griglia |
| -- | --------------- | ----------------------- | ------------- | ---- | ------- |
| 72 | Taiyo Furusato  | Honda Team Asia         | Honda NSF250R | 16   | 8º      |
| 24 | Tatsuki Suzuki  | Leopard Racing          | Honda NSF250R | 16   | 11º     |
| 21 | Vicente Pérez   | Boé Motorsports         | KTM RC 250 GP | 8    | 26º     |
| 66 | Joel Kelso      | CFMoto Racing PrüstelGP | CFMoto        | 7    | 21º     |
| 7  | Filippo Farioli | Red Bull KTM Tech3      | KTM RC 250 GP | 1    | 17º     |
| 43 | Xavier Artigas  | CFMoto Racing PrüstelGP | CFMoto        | 1    | 24º     |

## MotoE
Tutti i piloti sono dotati di motocicletta fornita dalla Ducati.

### Gara 1

#### Arrivati al traguardo
| Pos. | Nº | Pilota             | Squadra                    | Giri | Tempo     | Griglia | Punti |
| ---- | -- | ------------------ | -------------------------- | ---- | --------- | ------- | ----- |
| 1º   | 9  | Andrea Mantovani   | RNF                        | 7    | 13'39.949 | 5º      | 25    |
| 2º   | 11 | Matteo Ferrari     | Felo Gresini               | 7    | +0.152    | 1º      | 20    |
| 3º   | 40 | Mattia Casadei     | HP Pons Los40              | 7    | +0.488    | 2º      | 16    |
| 4º   | 4  | Héctor Garzó       | Dynavolt Intact GP         | 7    | +3.058    | 9º      | 13    |
| 5º   | 3  | Randy Krummenacher | Dynavolt Intact GP         | 7    | +3.085    | 3º      | 11    |
| 6º   | 51 | Eric Granado       | LCR E-Team                 | 7    | +4.608    | 4º      | 10    |
| 7º   | 34 | Kevin Manfredi     | Ongetta SIC58 Squadracorse | 7    | +4.646    | 8º      | 9     |
| 8º   | 21 | Kevin Zannoni      | Ongetta SIC58 Squadracorse | 7    | +4.725    | 6º      | 8     |
| 9º   | 81 | Jordi Torres       | Openbank Aspar             | 7    | +4.925    | 7º      | 7     |
| 10º  | 77 | Miquel Pons        | LCR E-Team                 | 7    | +5.846    | 14º     | 6     |
| 11º  | 61 | Alessandro Zaccone | Tech3 E-racing             | 7    | +11.272   | 15º     | 5     |
| 12º  | 53 | Esteve Rabat       | Prettl Pramac              | 7    | +11.440   | 12º     | 4     |
| 13º  | 23 | Luca Salvadori     | Prettl Pramac              | 7    | +12.972   | 11º     | 3     |
| 14º  | 72 | Alessio Finello    | Felo Gresini               | 7    | +13.271   | 13º     | 2     |
| 15º  | 78 | Hikari Ōkubo       | Tech3 E-racing             | 7    | +18.254   | 16º     | 1     |
| 16º  | 8  | Mika Pérez         | RNF                        | 7    | +25.349   | 17º     |       |
| 17º  | 6  | María Herrera      | OpenBank Aspar             | 7    | +29.017   | 18º     |       |

#### Ritirato
| Nº | Pilota            | Squadra       | Giri | Griglia |
| -- | ----------------- | ------------- | ---- | ------- |
| 29 | Nicholas Spinelli | HP Pons Los40 | 2    | 10º     |

### Gara 2

#### Arrivati al traguardo
| Pos. | Nº | Pilota             | Squadra                    | Giri | Tempo     | Griglia | Punti |
| ---- | -- | ------------------ | -------------------------- | ---- | --------- | ------- | ----- |
| 1º   | 51 | Eric Granado       | LCR E-Team                 | 5    | 11'25.573 | 3º      | 25    |
| 2º   | 34 | Kevin Manfredi     | Ongetta SIC58 Squadracorse | 5    | +1.301    | 8º      | 20    |
| 3º   | 11 | Matteo Ferrari     | Felo Gresini               | 5    | +1.666    | 1º      | 16    |
| 4º   | 29 | Nicholas Spinelli  | HP Pons Los40              | 5    | +2.513    | 10º     | 13    |
| 5º   | 81 | Jordi Torres       | Openbank Aspar             | 5    | +4.269    | 7º      | 11    |
| 6º   | 4  | Héctor Garzó       | Dynavolt Intact GP         | 5    | +4.456    | 9º      | 10    |
| 7º   | 3  | Randy Krummenacher | Dynavolt Intact GP         | 5    | +7.157    | 4º      | 9     |
| 8º   | 8  | Mika Pérez         | RNF                        | 5    | +7.486    | 17º     | 8     |
| 9º   | 61 | Alessandro Zaccone | Tech3 E-racing             | 5    | +7.530    | 15º     | 7     |
| 10º  | 21 | Kevin Zannoni      | Ongetta SIC58 Squadracorse | 5    | +15.572   | 6º      | 6     |
| 11º  | 23 | Luca Salvadori     | Prettl Pramac              | 5    | +15.700   | 11º     | 5     |
| 12º  | 78 | Hikari Ōkubo       | Tech3 E-racing             | 5    | +17.689   | 16º     | 4     |
| 13º  | 53 | Esteve Rabat       | Prettl Pramac              | 5    | +21.489   | 12º     | 3     |
| 14º  | 6  | María Herrera      | OpenBank Aspar             | 4    | +1 giro   | 18º     | 2     |
| 15º  | 77 | Miquel Pons        | LCR E-Team                 | 4    | +1 giro   | 14º     | 1     |

#### Ritirati
| Nº | Pilota           | Squadra       | Giri | Griglia |
| -- | ---------------- | ------------- | ---- | ------- |
| 40 | Mattia Casadei   | HP Pons Los40 | 4    | 2º      |
| 72 | Alessio Finello  | Felo Gresini  | 4    | 13º     |
| 9  | Andrea Mantovani | RNF           | 4    | 5º      |